# Østprøven
Østprøven es un pueblo inhabitado, situado en la zona sureña de Groenlandia. Dista de la capital Nuuk unos 593 km; y 32 km de Nanortalik, el asentamiento poblado más cercano. Su ubicación aproximada es 59°59′N 44°42′O / 59.983, -44.700. El aeropuerto más cercano se encuentra a 136,68 km, el Aeropuerto de Narsarsuaq.